# Nicolás Stefanelli
Nicolás Marcelo Stefanelli (Buenos Aires, 22 novembre 1994) è un calciatore argentino, attaccante del Fehérvár.

## Carriera
La carriera di Stefanelli, una volta uscito dalle giovanili del Defensa y Justicia, è iniziata nell'agosto 2014 con il prestito al Villa Dálmine. A dicembre la squadra ha conquistato la promozione dal campionato di Primera B Metropolitana a quello di Primera B Nacional, equivalente alla seconda serie nazionale. Stefanelli ha contribuito con 4 gol in 13 partite, partendo prevalentemente dalla panchina. Rimasto al Villa Dálmine per un altro anno, ha collezionato altre 14 presenze segnando un gol.
Nell'annata 2016 Stefanelli ha fatto ritorno al club di origine, il Defensa y Justicia, impegnato nella massima serie argentina. Il suo impatto è stato molto positivo, tanto da segnare 4 reti in 5 partite a febbraio (mese di inizio della Primera División 2016), salvo poi non trovare più la via del gol nei restanti tre mesi di campionato.
Nelle prime giornate della Primera División 2016-2017 ha avuto meno spazio a disposizione, alternando spesso panchine ad ingressi negli ultimi minuti. A partire dal novembre 2016, sotto la guida del nuovo allenatore Sebastián Beccacece, ha ritrovato posto nell'undici titolare ed è tornato a segnare. Il 12 dicembre 2016 Stefanelli ha realizzato la sua prima doppietta nella massima serie, in occasione della vittoria casalinga per 2-0 sull'Arsenal de Sarandí. Il 28 giugno 2017 ha segnato invece il suo primo gol in una manifestazione continentale, la Coppa Sudamericana, con l'1-0 siglato al 94' minuto contro i campioni in carica della Chapecoense (riorganizzati dopo il disastro aereo del 2016).
Il 30 giugno 2017 è stato annunciato il suo passaggio all'AIK a partire dal seguente 15 luglio, giorno di riapertura del mercato svedese, per circa un milione di euro. Nonostante la sua permanenza nel club sia iniziata a partire da circa metà stagione, Stefanelli è riuscito a chiudere l'annata come miglior marcatore stagionale dell'AIK con 9 reti in campionato su 16 partite disputate. Nella prima metà dell'Allsvenskan 2018 raramente ha visto il campo da titolare, dato che spesso l'allenatore Rikard Norling lo ha tenuto in panchina oppure lo ha fatto subentrare nel secondo tempo. 
Il 19 luglio, una sua rete durante i tempi supplementari ha permesso all'AIK di superare gli irlandesi dello Shamrock Rovers nel primo turno di Europa League. Tre giorni dopo ha ritrovato spazio nell'undici titolare, e al tempo stesso ha firmato una tripletta nel 5-1 inflitto in campionato al Brommapojkarna. Presto è tornato però a partire dalla panchina, visto che generalmente il tecnico Norling (con cui ha avuto un rapporto talvolta conflittuale) preferiva schierare la coppia d'attacco formata da Elyounoussi e Goitom. A fine stagione l'AIK ha vinto il campionato.

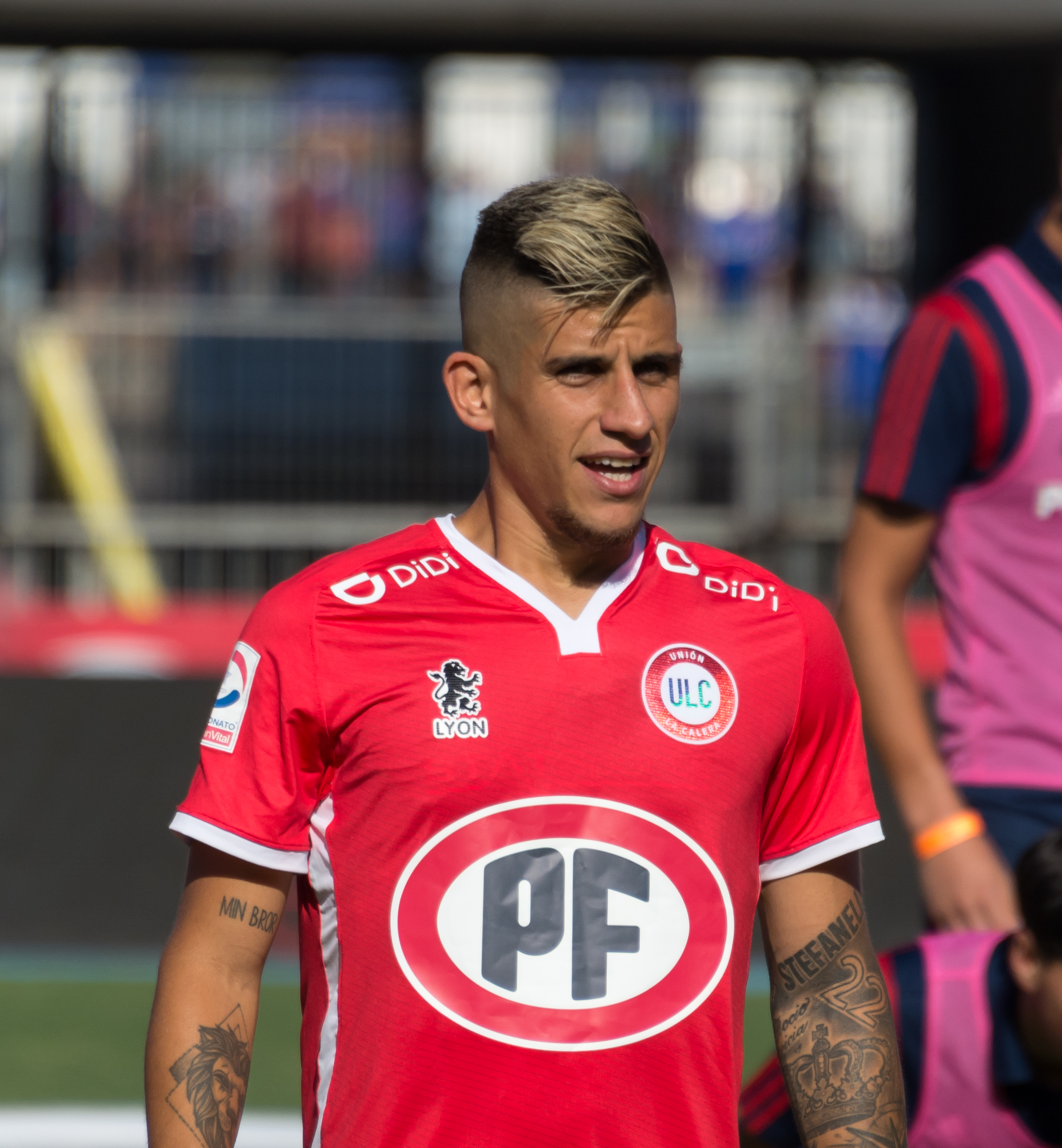
Stefanelli in Cile nel 2020

Al fine di trovare maggiore spazio, nel gennaio 2019 è stato girato in prestito dall'AIK ai ciprioti dell'Anorthosis fino all'estate seguente. Durante questo periodo ha collezionato complessivamente 12 presenze e segnato 2 reti. A maggio, terminato il campionato a Cipro, è rientrato al club svedese per fine prestito pur non potendo giocare fino alla riapertura del mercato estivo avvenuta il 17 luglio, senza tuttavia mai essere utilizzato da Norling nelle due settimane in cui è stato a disposizione dell'AIK prima del successivo trasferimento.
Il successivo 1º agosto, infatti, Stefanelli si è trasferito in prestito ai cileni dell'Unión La Calera tramite un accordo di prestito valido fino al 10 dicembre 2019, il quale prevedeva anche un'eventuale opzione di acquisto. Dopo le 2 reti in 10 partite (9 partite considerando la partita contro l'Iquique interrotta dopo 67 minuti) fatte registrare nella seconda metà della Primera División 2019, nel gennaio 2020 la squadra cilena ha mantenuto in rosa il giocatore rilevandolo a titolo definitivo.
Il 26 febbraio 2021 è tornato all'AIK a titolo definitivo a poco più di due anni dalla sua precedente parentesi, con il club che nel frattempo aveva cambiato allenatore passando all'ex assistente di Norling, Bartosz Grzelak. Stando ai media svedesi, il suo arrivo sarebbe avvenuto a titolo gratuito, l'AIK avrebbe pagato solo l'ingaggio del giocatore e corrisposto al club cileno una percentuale sulla futura rivendita. Nella stagione del ritorno in Svezia ha realizzato 12 reti in 29 partite, contribuendo nel mantenere la squadra in lotta per il titolo fino all'ultima giornata. Si è confermato il miglior marcatore stagionale della squadra anche l'anno seguente, quando ha segnato 9 reti in 29 partite di campionato.
Nel gennaio 2023 è stata annunciata la sua cessione da parte dell'AIK, squadra in cui complessivamente, durante i suoi anni di permanenza nel club, ha totalizzato 114 partite ufficiali e 40 gol. A prelevarlo è stato l'Inter Miami, squadra della MLS che lo ha acquistato, insieme all'ex capocannoniere MLS Josef Martínez, per rafforzare l'attacco dopo il ritiro del connazionale Gonzalo Higuaín. Stefanelli conclude la stagione con 30 presenze e quattro reti tra campionato e coppa nazionale.
Il 31 gennaio 2024 è stato ceduto a titolo definitivo al Fehérvár, club della massima divisione ungherese.

## Palmarès

### Club

#### Competizioni nazionali
- Campionato svedese: 1

AIK: 2018